# Maffeo Pinelli
 (mars 2025).
Si vous disposez d'ouvrages ou d'articles de référence ou si vous connaissez des sites web de qualité traitant du thème abordé ici, merci de compléter l'article en donnant les références utiles à sa vérifiabilité et en les liant à la section « Notes et références ».
 (mars 2025).
Pour les articles homonymes, voir Pinelli.
Maffeo Pinelli, né à Venise en 1736 et mort  le 7 février 1785, est un imprimeur et bibliophile italien du XVIIIe siècle.

## Biographie
Maffeo Pinelli naît en 1736 à Venise, d'une famille possédant depuis plus de deux siècles la direction de l'imprimerie ducale ; ayant fait d'excellentes études, il se passionna pour les chefs-d'œuvre de la littérature ancienne et parvinet à se faire une collection précieuse des meilleures éditions des classiques grecs et latins. Au goût des livres, Maffeo joint celui des tableaux et des antiquités, et a une galerie de tableaux, de statues, de monuments antiques et une suite des monnaies et des médailles de Venise. Parmi ses amis se distingue surtout l'abbé Morelli, l'un des plus savants bibliographes modernes. 
Outre les langues anciennes, dont il avait fait une étude approfondie, il posséde le français et l'anglais et il est très versé dans l'histoire littéraire. Chargé à son tour de la direction de l'imprimerie ducale, il remplit cette place avec zèle et meurt le 7 février 1785, à l'âge de 49 ans.

## Œuvres
- Prospetto di varie edizioni degli autori classici greci e latini, Venise, 1780, in-8°. C'est une traduction de la Bibliothèque des classiques par Edward Harwood, enrichie de notes.

L'abbé Morelli publie le Catalogue des tableaux qui composaient le cabinet de Pinelli, ibid., 1785, in-8°, et ensuite celui de la riche bibliothèque de son ami, sous le titre Bibliotheca Maphæi Pinelli, magno jam studio collecta, Venise, 1787, 6 vol. in-8°. Le premier volume est orné d'un portrait de Pinelli, gravé par Bartolozzi, et est précédé d'un avertissement du savant éditeur, qui contient la notice des ouvrages les plus précieux de cette collection et l'éloge de Pinelli. Les trois premiers volumes renferment la liste des ouvrages grecs et latins, classés par ordre des matières ; les deux suivants, celle des ouvrages italiens, français et anglais, suivie de la description de quelques antiquités, accompagnée de cinq planches, etc., et enfin le sixième les tables et corrections. Ce catalogue est signalé par Antoine-Augustin Renouard comme étant ce qu'il y a de mieux et de plus exact en ce genre.
En 1789, Robson et Edward, libraires de Londres, achetèrent la bibliothèque de Pinelli et, avant de la mettre en vente, ils publièrent un Extrait du catalogue.